# Trigonotarbida
Ordre
Synonymes
- † Anthracomarti Karsch, 1882
- † Meridogastra Thorell & Lindström, 1885
- † Eurymarti Matthew, 1895

Les Trigonotarbida sont un  ordre fossile d’arachnides.

## Classification
L'ordre des Trigonotarbida est décrit par Alexander Ivanovitch Petrunkevitch en 1949,.

## Description
Les Trigonotarbida ont existé du Silurien  au Permien.

## Liste des familles
Selon The World Spider Catalog 12.0 :
- Anthracomartidae Haase, 1890
- Anthracosironidae Pocock, 1903
- Aphantomartidae Petrunkevitch, 1945
- Archaeomartidae Poschmann & Dunlop, 2010
- Eophrynidae Karsch, 1882
- Kreischeriidae Haase, 1890
- Lissomartidae Dunlop, 1995
- Palaeocharinidae Hirst, 1923
- Trigonomartidae Petrunkevitch, 1949
- famille indéterminée
  - Palaeotarbus Dunlop, 1999
  - Alkenia Størmer, 1970
  - Anthracophrynus Andrée, 1913
  - Namurotarbus Poschmann & Dunlop, 2010

### Publication originale
- [Petrunkevitch 1949] (en) Alexander Ivanovitch Petrunkevitch, « A study of Palaeozoic Arachnida. », Transactions of the Connecticut Academy of Arts and Sciences, vol. 37,‎ 1949, p. 69–315. .